# Minucia maura
Minucia maura là một loài bướm đêm trong họ Erebidae.